# 埃尔丁沼泽
埃尔丁沼泽（德語：das Erdinger Moos）是原介于德国巴伐利亚州弗赖辛与埃尔丁二城区中间的一个沼泽，现已干涸。沼泽主要位于埃尔丁县奥伯丁区境内，另有一部分跨入弗赖辛县弗赖辛自由市境内。慕尼黑机场坐落于二县境内的原沼泽地上。埃尔丁沼泽是慕尼黑冰水沉积平原（die Münchner Schotterebene）的一个延伸。原沼泽地的水源来自附近的伊萨尔河。中伊萨尔运河（der Mittlere-Isar-Kanal）从南到北横跨埃尔丁沼泽。

## 历史
自9世纪起，当地人民开始在埃尔丁沼泽进行农牧业活动，在往后的一千年中较好的保护了沼泽的原始湿地形态。19世纪后期，结合排水与清除腐植土的手段对沼泽进行开垦造地工作。至1930年，只剩有23平方公里，即原沼泽地面积的百分之十左右，尚未被耕作。虽然埃尔丁沼泽附近在兴建机场前人烟稀少，但考虑到慕尼黑市区之北人口较多不适合建造飞机场。为尽可能避免机场的飞机噪音影响民户，以及考虑到慕尼黑市的长远规划等多种问题，最终决定在埃尔丁沼泽兴建新机场。然而，由于需要为建设起降跑道创造空间，仍有一些居民被迫迁移。约400位居民需要放弃在弗兰茨海姆的分散型聚落。机场的建造使埃尔丁沼泽的水位明显降低。